# 7420 Buffon
7420 Buffon è un asteroide della fascia principale. Scoperto nel 1991, presenta un'orbita caratterizzata da un semiasse maggiore pari a 2,4390305 UA e da un'eccentricità di 0,1528181, inclinata di 1,41354° rispetto all'eclittica. Prende il nome dallo studioso illuminista francese Georges-Louis Leclerc de Buffon (1707-1788), noto in particolare per la sua Storia naturale.